# Семюел Рак-Сакі
Семюел Рак-Сакі (англ. Samuel Rak-Sakyi, нар. 27 березня 2005, Лондон, Англія) — англійський футболіст ганського походження, півзахисник лондонського «Челсі».

## Ігрова кар'єра

### Клубна
У віці восьми років Семюел Рак-Сакі приєднався до академії столичного «Челсі». В липні 2021 року футболіст підписав з клубом молодіжний контракт. В сезоні 2021/22 в складі команди (U-18) Рак-Сакі виграв юнацький Кубок Прем'єр-ліги.
В червні 2024 року закінчився молодіжний контракт футболіста і в серпні він підписав з «Челсі» дворічний професійний контракт. 24 жовтня 2024 року Рак-Сакі потрапив до заявки «Челсі» на гру Ліги конференцій проти грецького «Панатінаїкоса». Дебют гравця в основі відбувся 7 листопада 2024 року, коли він вийшов на заміну у матчі Ліги конференцій проти вірменського «Ноах». В грудні на матч проти казахстанської «Астани» Рак-Сакі вийшов у стартовому складі «Челсі».

### Збірна
Семюел Рак-Сакі має ганське походження та з 2021 року захищає кольори юнацьких збірних Англії.

## Досягнення
Челсі (U-18)
- Переможець юнацького Кубку Прем'єр-ліги: 2021/22[10]